# M1 4.5英寸加农炮
M1 4.5英寸加农炮是美国在二战初期研发的一款火炮。该火炮使用与M1 155毫米榴弹炮相同的底座；以及与英国BL 4.5英寸中型野战炮相同的弹药。西欧战场的美国陆军在战争后期将该火炮用作军级火炮支援；战后，该火炮即退出现役。

## 研发及生产
1920年，美国陆军军械署开始着手设计一款新型中型野战炮。由于美军在一战期间使用过M1906 4.7英寸火炮，该口径亦被选取作为新式火炮口径。该计划最终成为了M1922E 4.7英寸火炮，该火炮使用M1921E底座。但由于经费问题，该型火炮并未投入生产。
该计划在1939年得到重启；1940年初，新式火炮的设计已经完成，型号为T3 4.7英寸火炮。该火炮与当时正在研发的M1 155毫米榴弹炮(1962年後編號為M114 155毫米榴弹炮 )使用同一底座。但随后陆军决定该火炮应使用英国4.5英寸弹药。1941年4月，修改后的火炮定型为M1 4.5英寸加農砲。
火炮于1942年9月投入生产，1944年2月生产终止。
| M1 火炮生产表 |      |      |      |      |
| 年份          | 1942 | 1943 | 1944 | 总计 |
| 产量          | 41   | 345  | 40   | 426  |

## 技术细节
M1野战炮在构造和外表上与M1 155毫米榴弹炮非常相似。唯一较大的差异是该火炮使用4.5英寸（114mm）口径的炮管。其炮管膛线为右旋，缠距为32倍径， 由于炮管过重而使用两根平衡弹簧。炮尾采用断纹螺纹式，后座系统采用液压气动式，可调长度。采用开脚式载具，载具无弹簧并使用充气式轮胎。在射击位时，火炮由一个可伸缩底座支撑。火炮装备有M12全景瞄具。

## 服役历史

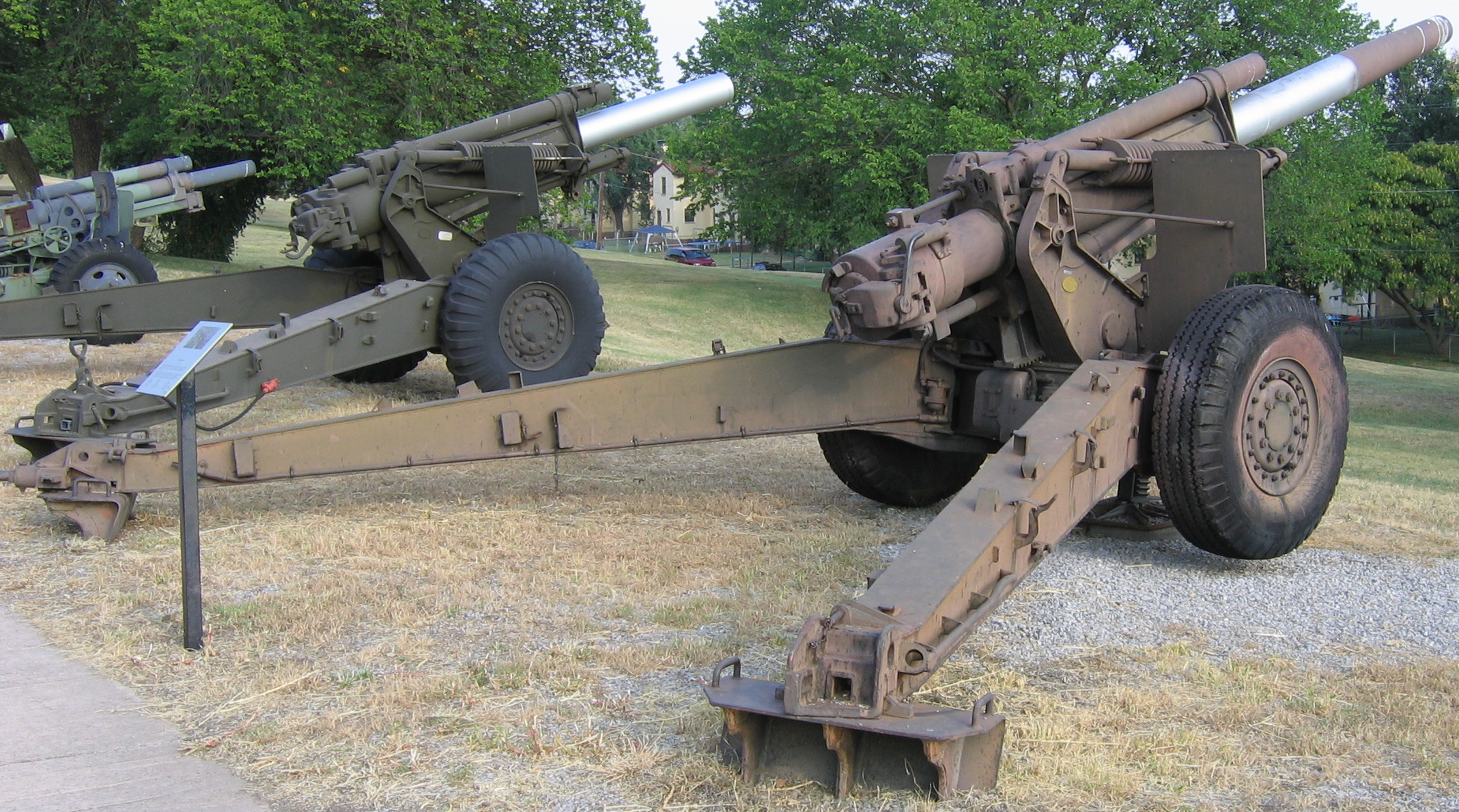
M1 155毫米榴弹炮（左）与M1 4.5英寸野战炮（右），奥克拉荷马州希尔堡，陆军野战火炮博物馆。由图可见两者的相似度。

二战中美军共有16个野战炮兵营装备该型火炮，且全部部署至欧洲战场，这些火炮营用于军级火炮支援。M1 4.5英寸加农炮的主要牵引车为M5高速牵引车。1945年9月，该型火炮性能过时退役。
以下野战炮兵营装备M1型4.5英寸加农炮：第172，176，199，211，259，770至775，777（由非裔美籍組成的砲兵營），935，939，941以及959炮兵营。
该型火炮射程较远，其射程超过M1918M1式155毫米野战炮并比M1式155毫米榴弹炮的射程远5公里。M1式155毫米加农炮的射程较其更远，但前者重量几乎是后者的三倍。
但另一方面，该型4.5英寸火炮所发射的高爆弹威力不足。其炮弹使用低质量钢制造，导致其弹壁较厚。因此，其高爆弹装药仅有2公斤左右，这甚至低于105毫米高爆弹的装药。同时，由于该火炮的口径较为独特，这在一定程度上增加了后勤的压力。

## 衍生型
- M1920 4.7英寸火炮（M1920底座）[2]
- M1922E 4.7英寸火炮（M1921E底座）[2]
- T3 4.7英寸火炮 (1940)[2]
- M1 4.5英寸火炮(1941)[1]

该型火炮曾有改装于加长的M5轻型坦克底盘上的自走实验版本，型号为T16 4.5英寸自行火炮，仅有一辆原型产品。

## 弹药
M1采用分装式弹药，炮弹种类仅有高爆弹。弹头可使用M7标准装药以较小初速发射，或使用M8装药以完全初速发射。以下表格为M8装药发射数据。

| 可用弹药 |           |                |                                               |               |         |
| 类型     | 型号      | 弹头质量, 千克 | 装填物                                        | 炮口初速, m/s | 射程, m |
| 高爆弹   | M65高爆弹 | 24.9           | 2.04 kgTNT或1.85kg 50/50阿马托或2.1kg特莫耐特 | 693           | 19,317  |
| 空包弹   | M8空包弹  |                |                                               | -             | -       |

| 发射药        |               |                  |
| 型号          | 发射药重量 kg | 组成             |
| M7 (标准装药) | 2.95          | 单独装药         |
| M8 (超装药)   | 5.08          | 基础以及增强装药 |
| M6 (空包弹)   | 5.40          | 基础以及增强装药 |

| 混凝土穿透, mm                                          |       |       |       |       |
| 弹药 \ 距离, m                                          | 0     | 914   | 4,572 | 9,144 |
| M65高爆弹 (入射角为 0°)                                 | 1,158 | 1,067 | 640   | 366   |
| 不同国家/时期的测量方法不同，因此数据不能用于直接对比。 |       |       |       |       |

## 备注
1. ↑  部分参考资料为17个，但经考证为错误数据。该资料中多出的第215野战炮兵营根据其他资料是155毫米榴弹炮营，并非4.5英寸加农炮营。此外，该资料另外的一个错误是将第198野战炮兵营列入4.5英寸加农炮营，实际上198炮兵营使用155毫米榴弹炮，而且其编入太平洋战区，不可能在西线，因此应该是16个炮兵营。[8][9][10]